# کاخ وو-لو-ویکنت

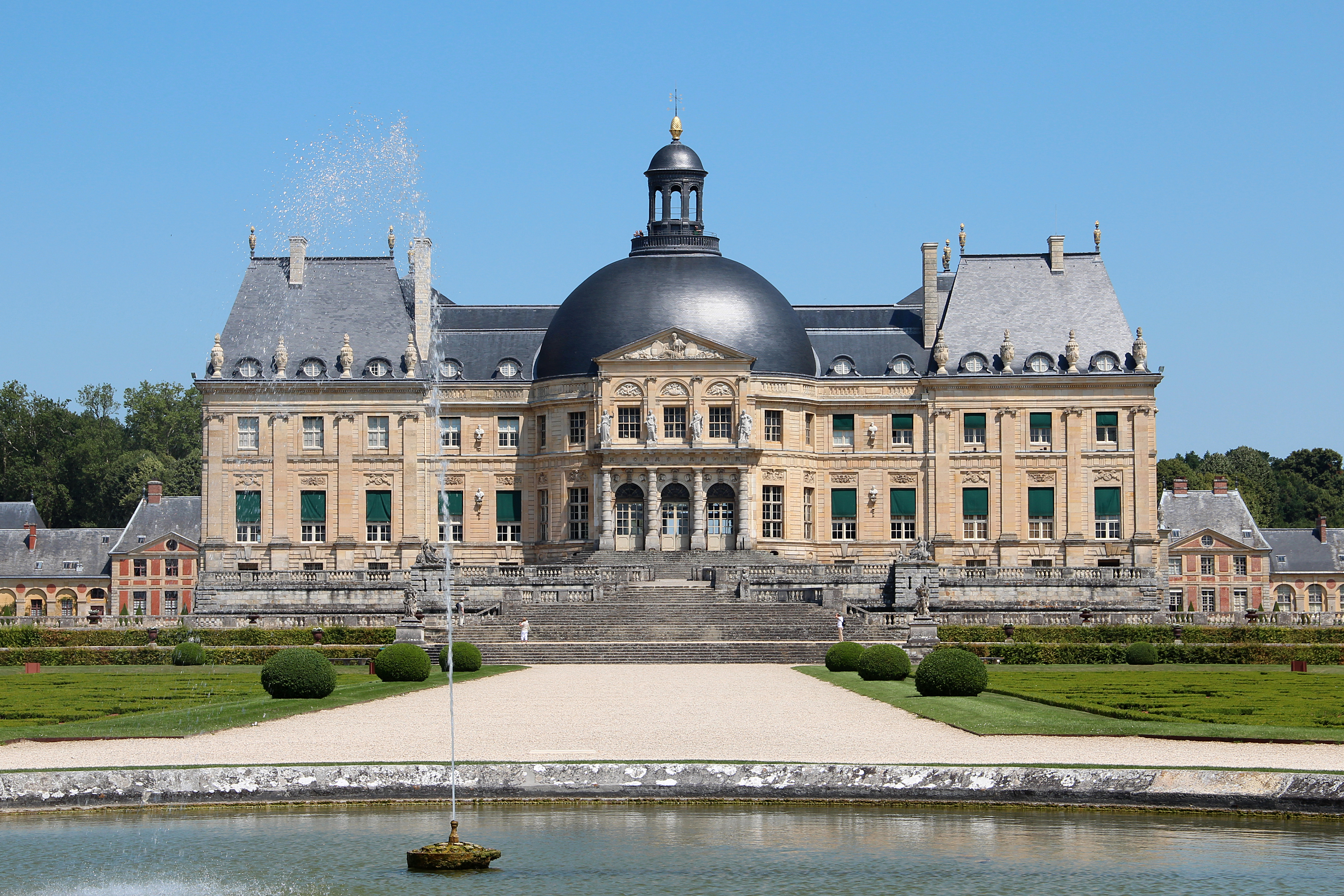
فضای مقابل کاخ

کاخ وو-لو-ویکُنت (فرانسوی: château de Vaux-le-Vicomte‎ تلفظ فرانسوی: [ʃɑto d(ə) vo l(ə) vikɔ̃t]) کاخی در شهر منسی واقع در ایل-دو-فرانس است که برای نیکولا فوکه ساخته شد. ساخت قصر ورسای با کاخ وو-لو-ویکنت گره خورده است که سرنوشت ناگواری را برای صاحبش رقم می زند.

## ساخت کاخ وو-لو-ویکنت
این بنا در قرن هفدهم میلادی در منطقهٔ منسی پنجاه و پنج کیلومتری جنوب شرق پاریس برای نیکولا فوکه وزیر خزانه داری لوئی چهاردهم به همراه همسرش توسط معمار لوئی لو وو، طراح باغ آندره لو نوتر، نقاش و دکوراتور شارل لو برن در مدت چهارده سال ساخته شد.
برای ساخت این بنا ساکنین سه دهکده را به مکانی دیگر منتقل کردند. برای جلب رضایت بیشتر هجده هزار نفر از آنان را استخدام کردند وشانزده میلیون لیر به آنان بخشیده شد. مراسم افتتاح شامل نمایشی از مولیر به همراه مراسم آتشبازی و شام از فرانسوا وتل بود.

## خصوصیات قصر
سالن اصلی قصر به شکل بیضوی با دو پیانو روبروی یکدیگر برای برگزاری جشن و تمرکز بر هنر و ادبیات ساخته شده بود. شاعرانی چون ژان دو لا فونتن و نمایشنامه‌نویس معروف مولیر از جملهٔ مهمانان همیشگی آن مکان بوند.

## سرانجام قصر
کمی بعد از اجرای نمایش تعصب توسط مولیر، فوکو و قصرش مورد حسادت پادشاه قرار گرفت. لوئی چهاردهم او را از مقامش خلع و به حبس ابد محکوم همسرش را تبعید و تمامی صد و بیست تاپستری، مجسمه‌ها و درختان پرتقال آن را ضبط کرد. به این ترتیب فردای آن جشن فوکو دیگر هیچ کس نبود و هیچ چیز نداشت.
کوبرگ خزانه دار پادشاه شد. ژان دو لا فونتن توضیحی دربارهٔ جشن منتشر، مولیر نیز نمایشنامهٔ مرثیه ای برای وو را تنظیم کرد.
مادام فوکو ده سال بعد به همراه پسرش بازگشتند او قصر را بازسازی نمود اما کمی بعد فوکو و بزرگترین پسرشان فوت کردند و او مجبور شد وو-لو-ویکنت را برای فروش قرار دهد.
قصر در قرن بیستم بازسازی شد. هم‌اکنون تحت مالکیت پاتریس و کریستینا دو ووگ قرار دارد که به صورت منظم قابل بازدید برای عموم و همچنین مکانی برای فیلمبرداری فیلم‌های تاریخی ست.